# Mela appiola

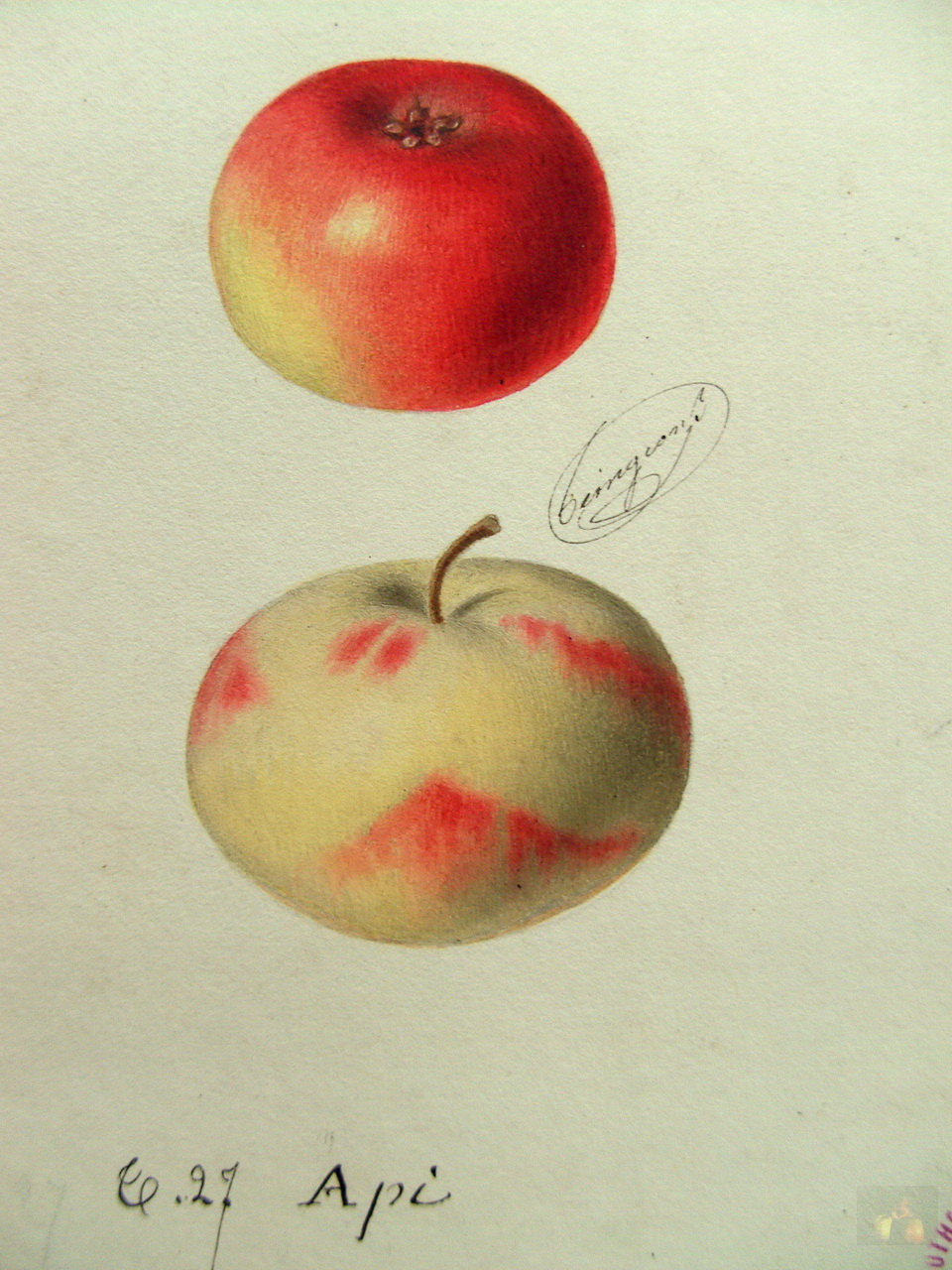
Illustrazione botanica della mela appiola

La mela appiola è il frutto prodotto da un'antica cultivar del melo, l'appiòlo, detto anche apiòlo o melo appio. La buccia ha una pigmentazione rosso-viva su una faccia e verde (o gialla) sull'altra.
La pronuncia è piana: appiòla.
Il nome della mela, in francese, ricorre in una famosa filastrocca, Pomme de reinette et pomme d'api, il cui ritornello, attraverso fenomeni di trasmissione orale, è transitato in forma corrotta nella conta italiana Ponte ponente ponte pì.

## Origine e varietà simili

### Origine
L'origine della varietà risale molto indietro nel tempo. Già nel 1586 il medico Castor Durante da Gualdo la menziona nel Il Tesoro Della Sanita a pag. 135, e nel 1596 è descritta da Giuseppe Donizelli nel Teatro Farmaceutico Dogmatico, e Spagirico. Venezia: Paolo Baglioni, 1596 pag. 125. L'agronomo Olivier de Serres ne fa menzione nel 1600, chiamandola la melle ou pomme-appie. Rifacendosi a un passo di Plinio il Vecchio ne fa risalire l'origine all'antichità. Il frutto sarebbe stato infatti conosciuto nella Grecia antica, e importato a Roma dal Peloponneso. A introdurne la coltivazione in Italia sarebbe stato Appio Claudio Cieco, da cui la pianta avrebbe preso il nome. André Leroy, nel 1873, contesta come erronea questa affermazione di Olivier de Serres. Nella stessa opera, Leroy riporta anche l'opinione di Jean Merlet, che, scrivendone nel 1675, ne affermava l'origine nella foresta d'Apis, in Bretagna. André Leroy non si pronuncia sull'origine bretone congetturata da Merlet: già ai suoi tempi, nella seconda metà dell'Ottocento, la foresta non era più esistente e di essa non vi era altro che una labilissima traccia toponomastica, incertamente riferibile a un villaggio bretone di nome Apigné, presso Le Rheu.

### Cultivar affini
Ne esistono varietà simili, come l'appiola nera (fr. api noir), cosiddetta dal colore quasi nero della buccia, e l'appiola stellata (fr. api étoilé, ted. Sternapi o Sternapfel), quest'ultima così chiamata per le cinque caratteristiche protuberanze spigolose, che sporgono dal pericarpo in forma di raggi. Benché affini, queste due varietà devono essere considerate delle cultivar distinte dalla mela appiola.

## Nome ed etimologia

### Etimologia
Il nome deriva dal greco μηλάπιον, attraverso il latino melapium.

### Italia
Può dirsi anche, meno comunemente, mela appio (o mela api). In Basilicata il suo nome è melaciola, in Calabria milu lappiu (gen. masch.), apiu e melapiu in Sardegna. In Sicilia è detta milappiu, alapu o appiu.

### Europa
In francese la sua denominazione è pomme d'api. In lingua turca ottomana (Osmanlı Türkçesi) il suo nome, nel XVI secolo, è attestato come müski alma, corrispondente, nella lingua turca odierna, a misket elması, ovvero mela muschiata, un nome che le deriva dalle caratteristiche organolettiche.

## Il frutto in letteratura e nella tradizione popolare

### Medicina popolare
Dalla cottura dei suoi frutti in acqua e zucchero (o miele) si ricava il melappio, un giulebbe che trova impiego nella medicina popolare quale rimedio contro il raffreddore.

### Filastrocche

#### Pomme de reinette et pomme d'api
Il nome francese, pomme d'api, ricorre nell'incipit di una celebre filastrocca, Pomme de reinette et pomme d'api, in cui una venditrice ambulante di frutta al mercato coperto di Parigi, nel decantare le proprie mercanzie, viene alle prese con un ladruncolo.

#### Ponte ponente ponte pì
Dalla filastrocca sono derivate varie comptine francesi, da cui ha origine anche la conta italiana Ponte ponente ponte pì. il cui testo, reso nonsense e completamente desemantizzato dalla trasmissione orale, riecheggia solo nel suono la comptine originaria:

### Musica
Il nome francese ha dato anche il titolo a un'operetta in un atto, musicata da Jacques Offenbach nel 1873, su libretto di Ludovic Halévy e William Busnach.